# Mary Münchhoff
Mary Münchhoff   (1867 - 1942) fou una cantant estatunidenca internacional, reconeguda a Europa, a finals del segle XIX i principis del segle XX. Va acumular una biblioteca personal de més de 2000 partitures musicals, que li van servir com a repertori d'interpretació. Va lliurar aquesta col·lecció a la seva antiga alumna Mary Fitzsimmons Massie.
El seu nom està escrit de manera incoherent als materials d'origen. Münchhoff sembla ser el més comú, amb Münchoff, Munchhoff i Munchhof com a variants notables.
Frequentà el Conservatori Stern, i tingué com a professora Selma Nicklass-Kempner i més tard fou alumna de Mathilde Marchesi, a París.
Viatjà per Alemanya, Rússia, Països Baixos, Anglaterra i el seu país, i donà concerts en les poblacions més importants d'aquests països.